# Бил де Блазио
Бил де Блазио (енгл. Bill de Blasio; Њујорк, 8. мај 1961) је бивши градоначелник Њујорка. На овој позицији наследио је претходника Мајкла Блумберга. Бил је по занимању адвокат, а од 2010. је био јавни правобранилац Њујорка. Члан је Демократске странке а на изборима за градоначелника 5.новембра 2013. победио је са 73% гласова. Право име му је Ворен Вилијам Џуниор. Ожењен је и има двоје деце. Функцију градоначелника је држао до 31. децембра 2021. године, а наследио га је Ерик Адамс.